# バック・ベイ駅
バック・ベイ駅 (Back Bay station) は、アメリカ合衆国マサチューセッツ州ボストン ダートマス・ストリート145にある、アムトラック (Amtrak)・マサチューセッツ湾交通局 (MBTA) の駅である。

## 概要
当駅は1879年ボストン・アンド・オールバニー鉄道とボストン・アンド・プロビデンス鉄道の分岐点に建設された。現在の駅舎は1987年オレンジライン延伸事業の一部として1929年に建設された駅舎を建て替え、当時、マサチューセッツ州知事であったマイケル・デュカキスによりテープカットされた。

## 利用可能な鉄道路線／列車
- アムトラック ： 各列車（後述）
- マサチューセッツ湾交通局（通勤鉄道） ： 各線（後述）
- マサチューセッツ湾交通局（地下鉄） ： 各線（後述）

上記のうち、アムトラックとマサチューセッツ湾交通局（通勤鉄道）の2社は当駅を共同使用しており同じ構内に発着している。

### アムトラック
アムトラックの出発する列車は下記の通り。なお、サウス駅行きの列車は降車のみの扱い。
ボストンとワシントン間の昼行長距離列車アセラ・エクスプレス …10往復 発着（平日）
ボストンとニューヨーク / ワシントン / ロアノーク / ノーフォーク / リッチモンド / ニューポートニューズ間の昼行長距離列車ノースイースト・リージョナル … 9往復 発着（平日）
シカゴとボストン間の夜行長距離列車レイクショア・リミテッド … 1往復 発着（平日）

#### 隣の駅
アムトラック
「アセラ・エクスプレス」停車駅
ルート128駅 (RTE) - バック・ベイ駅 (BBY) - サウス駅 (BOS)
「ノースイースト・リージョナル」停車駅
ルート128駅 (RTE) - バック・ベイ駅 (BBY) - サウス駅 (BOS)
「レイクショア・リミテッド」停車駅
フレイミングハム駅 (FRA) - バック・ベイ駅 (BBY) - サウス駅 (BOS)
当駅へはシカゴ - ボストン の編成が発着。オールバニ・レンセラー駅にてシカゴ - ニューヨーク編成と 連結/切り離し。

### MBTA (通勤鉄道)
ボストンより主に南や西の地域を結ぶマサチューセッツ湾交通局通勤鉄道各線の駅となっている。なお、プロビデンス/ストートン線のみ隣のロードアイランド州まで路線が伸びている。
マサチューセッツ湾交通局 (MBTA) 通勤鉄道線の発着する列車は下記の通り。 
ボストンとウースター間のフレイミングハム/ウースター線 …ボストン方面 28本/日、ウースター方面 27本/日 出発 (平日) 
ボストンとニーダム間のニーダム線 …ボストン方面 16本/日、ニーダム方面 16本/日 出発 (平日) 
ボストンとフランクリン間のフランクリン線 …ボストン方面 20本/日、フォージパーク/ルート495方面 18本/日 出発 (平日) 
ボストンとノースキングスタウン / ストートン間のプロビデンス/ストートン線 …ボストン方面 36本/日、ウィックフォードジャンクション方面 20本/日 出発、ストートン方面 14本/日 出発 (平日) 

#### 隣の駅
マサチューセッツ湾交通局 (MBTA)
■ フレイミングハム/ウースター線
ヤーキー駅 - バック・ベイ駅 - サウス駅 
■ ニーダム線
ラグルス駅 - バック・ベイ駅 - サウス駅 
■ フランクリン線
ラグルス駅 - バック・ベイ駅 - サウス駅 
■ プロビデンス/ストートン線
ラグルス駅 - バック・ベイ駅 - サウス駅 

### MBTA (地下鉄)
地下鉄のオレンジラインが乗り入れている。
マサチューセッツ湾交通局 (MBTA) 当駅を通る地下鉄は下記の通り。
オーク・グローブ駅とフォレスト・ヒルズ駅間の■ オレンジライン 

#### 隣の駅
マサチューセッツ湾交通局 (MBTA)
■ オレンジライン
マサチューセッツ・アベニュー駅 - バック・ベイ駅 - タフツ・メディカル・センター駅

## バス
当駅から乗車できるバスは以下の通り。
路線バス
： マサチューセッツ湾交通局 (MBTA) …10系統 、39系統 、170系統 

## 参考資料
- Great American Stations 「Boston – Back Bay, MA (BBY)」